# Tokio-Marathon 2020
| 14. Tokio-Marathon    | 14. Tokio-Marathon                 |
| --------------------- | ---------------------------------- |
| Stadt                 | Tokio, Japan                       |
| Datum                 | 1. März 2020                       |
| Distanz               | 42,195 Kilometer                   |
| Sieger                |                                    |
| Männer                | Birhanu Legese (2:04:15 h)         |
| Frauen                | Lonah Chemtai Salpeter (2:17:45 h) |
| ← Tokio-Marathon 2019 | Tokio-Marathon 2021 →              |
| Website               | Offizielle Website                 |

Der Tokio-Marathon 2020 (jap. 東京マラソン2020, Tōkyō Marason 2020) war die vierzehnte Ausgabe der jährlich in Tokio, Japan stattfindenden Laufveranstaltung. 
Der Marathon fand am 1. März 2020 statt. Er war der vierte Lauf des World Marathon Majors 2019/21 und hatte das Etikett Platinum der World Athletics Label Road Races 2020. Bei diesem Rennen waren ursprünglich etwa 40.000 Starter erwartet worden, aufgrund der COVID-19-Pandemie durften aber lediglich 200 Eliteathleten in der japanischen Hauptstadt an den Start gehen.
Bei den Männern verteidigte der Vorjahressieger Birhanu Legese in 2:04:15 h seinen Titel und bei den Frauen stellte Lonah Chemtai Salpeter mit 2:17:45 h einen neuen Streckenrekord auf.

## Ergebnisse

### Männer
| Platz | Athlet               | Land      | Zeit (h)   |
| ----- | -------------------- | --------- | ---------- |
| 01    | Birhanu Legese       | Äthiopien | 2:04:15    |
| 02    | Bashir Abdi          | Belgien   | 2:04:49 NR |
| 03    | Sisay Lemma          | Äthiopien | 2:04:51    |
| 04    | Suguru Ōsako         | Japan     | 2:05:29 NR |
| 05    | Bedan Karoki         | Kenia     | 2:06:15    |
| 06    | El Hassan el-Abbassi | Bahrain   | 2:06:22    |
| 07    | Asefa Mengstu        | Äthiopien | 2:06:23    |
| 08    | Ryu Takaku           | Japan     | 2:06:45    |
| 09    | Daisuke Uekado       | Japan     | 2:06:54    |
| 10    | Toshiki Sadakata     | Japan     | 2:07:05    |
| 11    | Shin Kimura          | Japan     | 2:07:20    |
| 12    | Yusuke Ogura         | Japan     | 2:07:23    |
| 13    | Yuta Shimoda         | Japan     | 2:07:27    |
| 14    | Masato Kikuchi       | Japan     | 2:07:31    |
| 15    | Tadashi Isshiki      | Japan     | 2:07:39    |
| 16    | Yuta Shitara         | Japan     | 2:07:45    |
| 17    | Simon Kariuki        | Kenia     | 2:07:56    |
| 18    | Amos Kipruto         | Kenia     | 2:08:00    |
| 19    | Getaneh Molla        | Äthiopien | 2:08:12    |
| 20    | Naoki Okamoto        | Japan     | 2:08:37    |

### Frauen
| Platz | Athletin               | Land      | Zeit (h)      |
| ----- | ---------------------- | --------- | ------------- |
| 01    | Lonah Chemtai Salpeter | Israel    | 2:17:45 SR NR |
| 02    | Birhane Dibaba         | Äthiopien | 2:18:35       |
| 03    | Sutume Asefa Kebede    | Äthiopien | 2:20:30       |
| 04    | Selly Chepyego Kaptich | Kenia     | 2:21:42       |
| 05    | Tigist Girma           | Äthiopien | 2:21:56       |
| 06    | Azmera Gebru           | Äthiopien | 2:22:58       |
| 07    | Senbere Teferi         | Äthiopien | 2:25:22       |
| 08    | Shitaye Eshete         | Bahrain   | 2:27:34       |
| 09    | Shure Demise           | Äthiopien | 2:27:42       |
| 10    | Haruka Yamaguchi       | Japan     | 2:30:31       |